# The Southern Harmony and Musical Companion
The Southern Harmony and Musical Companion ist das zweite Album der Black Crowes. Das Album wurde in weniger als zwei Wochen aufgenommen und am 12. Mai 1992 veröffentlicht. Es erreichte Platz 1 der Billboard Charts und wurde von der Recording Industry Association of America im Mai 1995 mit Doppel-Platin ausgezeichnet.

## Titelliste
1. Sting Me – 4:39
2. Remedy – 5:22
3. Thorn In My Pride – 6:03
4. Bad Luck Blue Eyes Goodbye – 6:29
5. Sometimes Salvation – 4:47
6. Hotel Illness – 3:59
7. Black Moon Creeping – 4:59
8. No Speak No Slave – 4:01
9. My Morning Song – 6:14
10. Time Will Tell (R. Marley) – 4:06

### Bonustracks
1. Sting Me (Slow) – 5:48
2. 99 lbs. (Don Bryant) – 4:18

Außer den Titeln 10 und 12 wurden alle Songs von Chris und Rich Robinson geschrieben.
Die Titel 11 und 12 wurden erst für die Wiederveröffentlichung im Rahmen des Sho'Nuff Box-Set als Bonustracks hinzugefügt.

## Single-Auskopplungen
Als Singles wurden die Lieder Remedy, Sting Me, Hotel Illness, Thorn In My Pride, Sometimes Salvation und Bad Luck Blue Eyes Goodbye veröffentlicht. Hiervon erreichten mehrere Platz 1 der amerikanischen Billboard Mainstream Rock Charts. Als B-Seiten wurden die Lieder Darling Of The Underground Press, Time Will Tell, Rainy Day Women No. 12 & 35, Sting Me (slow version), Words You Throw Away und verschiedene Live-Aufnahmen bereits bekannter Songs verwendet.

## Personal

### Band
- Chris Robinson: Gesang, Mundharmonika, Perkussion
- Rich Robinson: Gitarre, linker Lautsprecher
- Johnny Colt: Bass
- Steve Gorman: Schlagzeug
- Marc Ford: Gitarre, rechter Lautsprecher
- Ed Hawrysch: Piano, B-3, Wurlitzer

### Zusätzliche Musiker
- Barbara & Joy: Chor
- Chris Trujillo: Congas

### Stab
- Produzent: The Black Crowes & George Drakoulias
- Toningenieur: Brendan „Bud“ O’Brien

## Albumtitel
Die aus Atlanta, Georgia – also aus den sogenannten Südstaaten – stammende Band wird aufgrund ihrer Herkunft gerne dem Genre Southern Rock zugeordnet. In einem Interview gab Sänger Chris Robinson an, der Titel des Albums nehme darauf Bezug, dass viele Leute nicht verstehen, was es für die Black Crowes bedeute, southern zu sein. Es gehe um einen speziellen vibe, ein Gefühl, das nichts mit Southern Rock im engeren Sinne zu tun habe. Den Albumtitel übernahm Robinson von einem alten Gesangbuch. Der so gegebene Bezug zur Gospelmusik findet sich im weiteren Sinne in der Musik der Black Crowes, die häufig von Backgroundsängerinnen unterstützt wird, wieder.

## Veränderung der Bandbesetzung
Auf diesem Album hört man mit dem neuen Lead-Gitarristen Marc Ford und Eddie Hawrysch an den Tasten zum ersten Mal die Besetzung, die den Sound der Band auf den nächsten beiden Studioalben (sowie den 2006 als The Lost Crowes veröffentlichten Tall- und Band-Sessions) und auf zahlreichen Konzerten geprägt hat.
Marc Ford spielte bereits 1990 mit seiner damaligen Band Burning Tree im Vorprogramm der Crowes und freundete sich mit diesen an. Im folgenden Jahr kam er bei einigen Konzerten für einzelne Stücke als Gastgitarrist zu ihnen auf die Bühne. Als der damalige Black Crowes Gitarrist Jeff Cease die Band verließ, musste nicht lange nach einem Nachfolger gesucht werden.
Keyboarder Eddie Hawrysch (auch genannt Ed oder Edward Harsch) spielte seit 1991 auf den Konzerten der Band und galt seitdem bis zu seinem Ausstieg 2006 als festes (und konstantestes) Mitglied der Band. Er hat maßgeblichen Anteil am Songwriting bzw. an den Arrangements auf SHAMC.